# Andrallus spinidens
Andrallus spinidens ist eine Wanzenart aus der Unterfamilie Asopinae, die zur Familie der Baumwanzen (Pentatomidae) zählt.

## Merkmale
Die etwa 16 mm langen Wanzen besitzen eine dunkelbraune Grundfarbe.
Der Halsschild (Pronotum) verläuft an den Seiten spitz zusammen.
Das dunkelbraun gefärbte Schildchen (Scutellum) besitzt ein gelbliches unteres Ende. Die Hemielytren sind dunkelbraun, während das Connexivum (auf der Seite sichtbarer Teil des Abdomens) gelb gefärbt ist. Die Beine sind hellbraun bis rötlich gefärbt.

## Vorkommen
Andrallus spinidens ist in den Tropen und Subtropen weitverbreitet. In Europa kommt die Wanzenart in Italien und Griechenland vor. Das Verbreitungsgebiet umfasst in Asien den Iran, Indien, China, Taiwan, Japan, die Philippinen sowie Südostasien. Ferner tritt die Art auf Neuguinea und in Australien (Queensland), in der Afrotropis sowie in Nordamerika im Süden der Vereinigten Staaten (Florida, Texas) und in Mexiko auf.

## Lebensweise
Die Wanzen findet man besonders häufig in Reis- und Baumwollplantagen. Sie ernähren sich räuberisch von Gliederfüßern, insbesondere von Schmetterlingsraupen, die als Agrarschädlinge gelten. Zu diesen zählen Cnaphalocrocis medinalis, Eurema hecabe, die Baumwoll-Kapseleule (Helicoverpa armigera), Melanitis leda ismene, Mythimna separata, Naranga aenescens, Spodoptera litura und Spodoptera mauritia. Der Blattkäfer Zygogramma bicolorata steht nach jüngeren Berichten ebenfalls auf dem Speiseplan der Wanzenart. Andrallus spinidens gilt als ein Nützling, dessen Potential zur biologischen Schädlingsbekämpfung Thema mehrerer wissenschaftlicher Arbeiten ist.
Die Art bildet gewöhnlich 3–4 Generationen pro Jahr aus. Sie überwintert als Imago.

## Etymologie
Die Artbezeichnung spinidens leitet sich aus dem Lateinischen ab: spina = „Dorn“ oder „Stachel“ und dens = „Zahn“.  